# Keith Tucker
Keith Tucker es un productor y DJ de Detroit.

## Carrera
Tucker comenzó su carrera tocando versiones de temas de electro de Juan Atkins con su amigo de la infancia Tommy Hamilton. El tándem formado por el dúo tuvo varios nombres artísticos como Regime o RX-7. En 1993 el grupo pasó a tomar su nombre definitivo, Aux 88.
El primer 12" de Tucker fue una colaboración con Juan Atkins y Jesse Anderson bajo el nombre "Frequency" en 1990. En 1993 Aux 88 publicó el álbum "Bass Magnetic", marcando el inicio de la recuperación en la segunda mitad de los 90 del sonido electro más puro. El grupo describió su sonido en esta época como techno bass, una fusión del detroit techno con electro y miami bass. En 1996, Tucker fundó junto a Anthony Shakir el sello discográfico independiente Puzzlebox.

## Discografía

### Keith Tucker
- Automaton EP - Puzzlebox Records (1998)
- Brace Yourself - Electrocord (1998)
- Speaker Worshipping EP - Dreamhunter (1999)
- Stick It In Your Ear - End to End (2002)
- When Metroplex Was Metroplex - Twilight 76 Records (2002)
- Fuzion, From Detroit To Rome - Electrix Records (2004)
- Detroit Saved My Soul - Seventh Sign Recordings (2005)

### Aux 88
- Bass Magnetic -430 West Records (1993)
- Is It Man or Machine 1- Direct Beat (1996)
- Reprogramming The Machine -Direct Beat (1998)
- Xeo-Genetic - Direct Beat (1998)
- AUX 88 - Submerge Recordings (2005)
- Mad Scientist - Puzzlebox Records (2009)